# هكتور فرنسيس ماكدوغال
هكتور فرنسيس ماكدوغال هو سياسي كندي، ولد في 6 يونيو 1848، وتوفي في 27 نوفمبر 1914. نشط حزبياً في حزب كندا المحافظ. وقد انتخب عضو مجلس العموم الكندي.